# Запольский, Сергей Васильевич
Серге́й Васи́льевич Запо́льский (род. 2 октября 1947 года, г. Дегтярск Свердловской области, РСФСР, СССР) — советский и российский юрист, политический деятель, депутат Государственной Думы ФС РФ первого созыва (1993—1995), адвокат, доктор юридических наук, профессор, заслуженный юрист Российской Федерации.

## Биография
В 1970 году получил высшее образование по специальности «юрист» в Свердловском юридическом институте. В 1975 защитил диссертацию на соискание учёной степени кандидата юридических наук по теме «Государственная дисциплина цен в промышленности: административно-правовые вопросы».
С 1970 по 1981 год работал в Свердловском юридическом институте преподавателем. С 1981 по 1989 год был сотрудником аппарата Министерства юстиции СССР. В 1989 году защитил докторскую диссертацию «Правовые вопросы самофинансирования предприятий в условиях полного хозяйственного расчета (финансово-правовой аспект)». С 1989 по 1990 год — сотрудник Управления делами Совета Министров СССР.
С 1990 по 1993 год работал адвокатом в Москве. В 1992 году вступил в Демократическую партию России.
В 1993 году избран депутатом Государственной думы Федерального Собрания Российской Федерации первого созыва. В Государственной думе был членом комитета по законодательству и судебно-правовой реформе, членом депутатской группы «Россия». За время исполнения полномочий выступил соавтором Федеральных законов «О производственных кооперативах» и «О порядке выезда из Российской Федерации и въезда в Российскую Федерацию».
С 1997 по 1998 год работал в Институте законодательства и сравнительного правоведения при Совете Министров РФ заведующим сектором. С 1998 по 2000 год работал в Экономическом суде СНГ судьёй от Российской Федерации.
С 2000 по 2013 год работал в Российской Академии Правосудия при Верховном Суде РФ и Высшем Арбитражном Суде РФ заведующим кафедрой финансового права. С 2013 года работал в Российской академии правосудия в должности заведующего отделом финансово-правовых исследований, в Институте государства и права РАН заведующим сектором административного права.